# Núi Adams (Washington)
Núi Adams là một ngọn núi ở tiểu bang Washington, Hoa Kỳ. Núi Adams nằm ở phía đông núi St. Helens. Đay là đỉnh núi hạng nhì tại Washington và hạng ba trong dãy núi Cascade. Núi Adams có độ cao 2474 m.